# 田坂秀樹
田坂 秀樹（たさか ひでき、1975年3月15日 - ）は、日本の男性声優。静岡県出身。シグマ・セブン所属。

## 人物
映像テクノアカデミア卒業。九プロダクションを経て、2003年からシグマ・セブンに所属。2007年7月に自身のブログ上で入籍を報告した。
資格は普通自動車免許。

## 出演
太字はメインキャラクター。

### テレビアニメ
2000年
- ヴァンドレッド（ドゥエロ・マクファイル）

2001年
- 犬夜叉（蹴鞠の人々、武将、妖狼族）
- 地球防衛家族（生徒会役員）
- ヴァンドレッド the second stage（ドゥエロ・マクファイル）

2002年
- GetBackers-奪還屋-（ウェイター、ジャンクキッズ、ヤクザ 他）
- 超重神グラヴィオン（2002年 - 2004年、大鳥） - 2シリーズ
- ラーゼフォン（五味勝）

2003年
- スクラップド・プリンセス（スレイ）
- ストラトス・フォー（宮沢翼）
- ダイバージェンス・イヴ（オペレーター、整備員）
- TEXHNOLYZE（テル）

2004年
- 北へ。〜Diamond Dust Drops〜（手塚）
- 絢爛舞踏祭 ザ・マーズ・デイブレイク（コーネル）
- なるたる（須藤直角）
- みさきクロニクル〜ダイバージェンス・イヴ〜（観測員、パイロットA）

2005年
- ARIA The ANIMATION（姫屋A）
- ケロロ軍曹（メガタン、元ファックス）
- SoltyRei（ラリー・アンダーソン）
- BLOOD+（ゲスタス）
- ぺとぺとさん（関谷現右衛門定任）

2006年
- 桜蘭高校ホスト部（珠洲島亨）
- おとぎ銃士 赤ずきん（2006年 - 2007年、フェレナンド）
- ちょこッとSister（犬、男子1、宅配の人、司会者 他）
- マージナルプリンス〜月桂樹の王子達〜（梅ヶ枝春臣）
- ラブゲッCHU 〜ミラクル声優白書〜（真鍋剛）

2007年
- 風のスティグマ（石動大樹）
- CLANNAD -クラナド-（テニス部キャプテン）
- スカルマン（真行寺徹郎）
- スケッチブック 〜full color's〜（部長）※第2話のみクレジットは「須尭雨情」
- ロケットガール（マサル）

2008年
- 咲-Saki-（2008年 - 2014年、実況アナウンサー、全国大会実況、実況アナウンス） - 2シリーズ
- シゴフミ（小田刑事）
- ドルアーガの塔 〜the Aegis of URUK〜（2008年 - 2009年、ボン、市民、グレミカの部下）
- PERSONA -trinity soul-（榊葉拓朗）
- ヤッターマン（第2作）（ムシゴロウ）
- 夜桜四重奏 〜ヨザクラカルテット〜（篠塚英二）

2009年
- 涼宮ハルヒの憂鬱（2009年版）（アナウンサー、戦士風の男）
- 聖剣の刀鍛冶（レジナルド・ドラモンド）
- 戦場のヴァルキュリア（中隊長）
- テガミバチ（ガラドー）
- Phantom 〜Requiem for the Phantom〜（ルッツ）

2010年
- ダンス イン ザ ヴァンパイアバンド（記者B）
- WORKING!!（2010年 - 2015年、小鳥遊父） - 2シリーズ

2011年
- 日常（ジェントルマン）
- 魔法少女まどか☆マギカ（恭介の父）

2014年
- ブレイク ブレイド（テスト魔動技術士）

2017年
- スナックワールド（ウスター）

2020年
- 100万の命の上に俺は立っている（2020年 - 2021年、フォフセル、ラジー） - 2シリーズ

2022年
- ブッチギレ!（ボマー）

### テレビドラマ
- あなたを奪ったその日から 第3話 （2025年5月5日、関西テレビ） - 情報提供者 役

### OVA
2002年
- ゲートキーパーズ21（若者A）

2004年
- ストラトス・フォー（X シリーズ）（宮沢翼）

2005年
- ストラトス・フォー アドヴァンス（宮沢翼）
- 戦闘妖精少女 たすけて! メイヴちゃん（友人A）

2006年
- 鬼公子炎魔（大柴宗介）
- ストラトス・フォー アドヴァンス 完結編（宮沢翼）

2008年
- よつのは（結城誠）

2009年
- 電波的な彼女（賀来羅清）

2012年
- 華ヤカ哉、我ガ一族 キネトグラフ（宮ノ杜勇）

### 劇場アニメ
- ラーゼフォン 多元変奏曲（2003年、五味勝）
- パッテンライ!! 〜南の島の水ものがたり〜（2008年）[11]
- ブレイク ブレイド（2010年、魔動戦士B）

### ゲーム
2003年
- アヴァロンの鍵（2003年 - 2005年、アリューシャ）
- ラーゼフォン 蒼穹幻想曲（五味勝）
- リプルのたまご（エクリェ・メレ・スノーウィ）

2004年
- 黄泉がえり 〜リフレイン〜（天草小四郎）

2005年
- スペクトラルフォース クロニクル（シンバ、クリス、ナレーション）

2006年
- スペクトラルフォース3 イノセントレイジ（カシアス）
- true tears（桜川圭悟）
- ファイナルファンタジーXII（レックス）

2007年
- SDガンダム GGENERATION（2007年 - 2016年、シベット・アンハーン） - 2作品

2008年
- true tears 〜トゥルーティアーズ〜（桜川圭悟）
- ハッピーダンスコレクション（ユウキ）

2010年
- アーメン・ノワール（エル）
- 華ヤカ哉、我ガ一族（宮ノ杜勇）

2011年
- 日常〈宇宙人〉（ジェントルマン）
- 華ヤカ哉、我ガ一族 キネマモザイク（宮ノ杜勇）

2012年
- アーメン・ノワール portable（エル）
- 魔法少女まどか☆マギカ ポータブル（恭介の父）

2013年
- 華ヤカ哉、我ガ一族 黄昏ポウラスタ（宮ノ杜勇）

2015年
- 華ヤカ哉、我ガ一族 幻燈ノスタルジィ（宮ノ杜勇）
- 華ヤカ哉、我ガ一族 モダンノスタルジィ（宮ノ杜勇）

2018年
- 天涯ニ舞ウ、粋ナ花（宮ノ杜勇）

2019年
- beatmania IIDX 27 HEROIC VERSE（サイレン）

2022年
- ディシディア ファイナルファンタジー オペラオムニア（レックス）

### ドラマCD
- アーメン・ノワール ドラマCD（エル）
- 俺の下であがけ シリーズ
  - 俺の下であがけ TARGET1 樋口・清水（クラウス、梅本）
  - 俺の下であがけ TARGET2 山口・吉岡（クラウス）
  - 俺の下であがけ Sound&D（クラウス、梅本）
- Sketch Book Stories 〜前夜祭〜（須尭雨情）
- ハッピータイム（小島七生）
- 華ヤカ哉、我ガ一族 シリーズ（宮ノ杜勇）
  - 華ヤカ哉、我ガ一族 ドラマCD 「賑わいませう、星降る聖夜に」
  - 華ヤカ哉、我ガ一族 キネマモザイク ドラマCD 〜宮ノ杜とらぶる〜
  - 華ヤカ哉、我ガ一族 ドラマCD 「御杜銀座帝国最強呪いの宮ノ杜パーラー」[17]
  - 華ヤカ哉、我ガ一族 ドラマCD 「宮ノ杜兄弟創作カレー」[17]
- BL探偵（一条秀男）
- よつのは 〜雪が溶けきる、その前に〜（結城誠）

### 吹き替え
- サイコメトリー 〜残留思念〜（ギウ〈パク・ヒョックォン〉）
- 電脳警察サイバースパイ（ピーター）
- 必殺処刑人
- ホミサイド/殺人捜査課（マイク・ケラマン）
- メグとモグ（ホー）

### 特撮
- 仮面ライダー×仮面ライダー ウィザード&フォーゼ MOVIE大戦アルティメイタム（2012年、仮面ライダーの声）

### ナレーション
- supercell feat.初音ミク

### デジタルコミック
- Beeマンガ
  - アロマチック・ビターズ（2010年、渡辺広行[18]）
  - 働きマン（2011年、山城新二[19]）
  - 午前3時の無法地帯（2012年、瀧[20]）

### 舞台
- 華ヤカ哉、我ガ一族 オペラカレイド（2013年、宮ノ杜勇） - 初演・再演

### シリーズ一覧
1. ↑  『SPIRITS』（2007年）、『GENESIS』（2016年）